# 제4회 부산국제어린이청소년영화제
제4회 부산국제어린이청소년영화제는 2009년 8월 14일에 열린 시상식이다.

## 수상 및 후보

### 마법의 필름 상
- 나 좀 말려줘 - 대연초등학교 수상

### 마음의 별빛 상
- 내 친구는 일본인 - 거제 고현초등학교 수상

### 높이 펼쳐진 꿈상(대상)
- 히어로가 필요해 - 대연초등학교 수상

### 어린이와 영화친선대사상
- 닝텐도 중독자 - 슈필렌 문화예술학교 수상

### 비키 구름 속 미소상
- 3인방의 최후 - 대구 운암초등학교 수상

### 레디~액션!
- 닝텐도 중독자 - 슈필렌 문화예술학교
- 독도와 오바아짱 - 경북 봉화초등학교
- 외계인 친구 길들이기 - 거제 고현초등학교
- 내 친구는 일본인 - 거제 고현초등학교
- 모습 없는 친구 - 거제 고현초등학교
- 실종 - 대구 운암초등학교
- 삼일간 - 대구 운암초등학교
- 3인방의 최후 - 대구 운암초등학교
- 오미래와의 한판 대결 - 대구 운암초등학교
- 슬픈 만우절 - 대구 운암초등학교
- 싸움의 기술 - 감만중학교
- 내 이름은 김탐정 - 대연초등학교
- 히어로가 필요해 - 대연초등학교
- 시간을 돌리는 소년 - 대연초등학교
- 내 운 돌리도 - 대연초등학교
- 나 좀 말려줘 - 대연초등학교
- 분필! 호빵맨 - 울산 구영초등학교
- 시간을 멈추는 소녀 - 강민건 외제주 남원초등학교
- 천만원 대소동 - 제주 대륜지역아동센터
- 선생님 볼펜 실종사건 - 제주 창천초등학교

### 비키 장편 초청
- 구름 저편에 - 조지 퀘이로가
- 나의 판타스틱 데뷔작 - 가스 제닝스
- 노 네트워크 - 아리 크리스틴슨
- 니코 - 마이클 해트너 외1명
- 리틀 디제이 - 나가타 코토
- 리틀 비버 - 필립 칼드롱
- 버터플라이 - 필립 뮬
- 꼬마 도둑단 - 아만드 즈비르불리스
- 종이 왕자 - 마르코 코스틱
- 지구 - 알래스테어 포더길 외1명
- 코브라의 선택 - 시로우스 하산포르
- 하늘을 걷는 소년 - 노진수

### 비키 단편 초청
- 고슴도치 머리 이케르 - 산드라 가르시아 벨튼
- 그린 - 카인 울릭 외1명
- 나의 라디오 - 마리아나 미란다
- 날고 싶은 소녀 - 페리시타스 헤이덴리크 외2명
- 또 한번의 비 - 알리 바지리안
- 랩서스 - 후안 파블로 자라멜라
- 마법의 안경 - 다니엘 레브너
- 마블 - 마야 티버맨
- 복잡한 머리 - 이문주
- 사이몬의 고양이 - 사이몬 토필드
- 쌍둥이 이야기 - 친 렁
- C 이야기 - 카를로스 나바로
- 아마딜로 - 미겔 아나야 보르하
- 아삭아삭 - 마티유 라바이예
- 욕심쟁이 항아리 - 스테판 코발
- 유핀 & 아이핀 - 무하메드 우사마 자이드 빈 야신
- 작은 소방관 - 메란 마라코티
- 컬러를 찾아서 - 윌 김
- 평화를 찾은 해님과 달님 - 세르게이 오리피렌코
- 피리 부는 목동 - 터웨이
- 화성 여행 - 후안 파블로 자라멜라
- 곰과 노인과 바다 - 홍대영
- 그 여름날의 마지막 - 김두한
- 나 그런 애 아니에요 - 배지윤
- 나는 오늘 - 박진주
- 나의 애완 동물 - 신은정
- 다섯번째 계절 - 민성아
- 달려라 태권 소녀 - 김수정
- 버블 - 허세황
- 비 오는 날의 산책 - 최현명
- 사이다 마시던 날 - 이일호 외2명
- 생일 축하해 토리 - 조혜민
- 우측통행 - 양선우
- 천국이 어디에 있지? - 박형진
- 해우소 - 최병환
- 헬로 - 김주환

### 특별전1(체코 즈데넥 밀러)
- 두더지 - 즈데넥 밀러

### 특별전3(일본미디어예술제)
- 작은 벽돌로 쌓은 집 - 카토 쿠니오
- 꿈 - 지에 아라이
- 쿠단 - 타쿠 키무라
- 어린이의 상상 - 야마무라 코지
- 알골 - 노리아키 오카모토
- 빌딩 - 토모요시 조코
- 다시 시작 - 코넬리우스
- 오케스트라 - 마사키 오쿠다 외1명
- 스케치북 이야기 - 료헤이 타케우치 외2명
- 터널 속 남자 - 켄지 이와이사와